# ブルージャスミン
『ブルージャスミン』（Blue Jasmine）は、ウディ・アレン監督・脚本による2013年のアメリカ合衆国のコメディ・ドラマ映画である。裕福なマンハッタンのソーシャライトが貧しい生活へと落ちていく物語である。アメリカ合衆国では2013年7月26日にニューヨークとロサンゼルスで限定公開された。批評家からは『欲望という名の電車』と比較された。

## あらすじ
ジャスミンは借金だらけなのにヴィトンの旅行カバンを大量に抱え、ファーストクラスでサンフランシスコに到着。夫のハルは何でもダイナミックで、セックスもそう、出会った時のBGMは「ブルームーン」、「カクテル」と呼ぶ6種類の抗鬱剤を飲んでいるが、効くのはウォッカ・マティーニだけと見知らぬ客に独り言のように語り続ける。
実業家であるハルのもと、ニューヨークでセレブとしての生活を満喫していたが、ハルは詐欺罪の発覚によって逮捕され、ジャスミンは財産を含む全てを失う。ボストン大学で人類学を学んでいたが、結婚を理由に退学して以来、一切のキャリアを積んでこなかったジャスミンは生計を立てる術を持たず、サンフランシスコに住む異母姉妹であるジンジャーの元へと身を寄せる。
ジャスミンの妹のジンジャーは、宝くじに当たった20万ドルをハルの資金にされてゼロになったのが原因で前夫オーギーと離婚。現在の恋人であるチリとの同居を考えていたが、ジャスミンを一時的に家に置くことを理由に延期となり、それが理由で頭痛持ちのジャスミンとチリの関係は険悪なものとなる。
ジャスミンに早く自立して欲しいジンジャーが、ジャスミンの今後のキャリアについて考えを促すと、ジャスミンはそのまま講座を受ければ早いと反対するのにもかかわらず、「インテリアデザイナーの職に就きたいが、勉強と生計を両立させないといけないので、教室に通って苦手なパソコンを覚えてから、オンラインのデザイナー講座を受講する」との遠大な計画を語る。チリの友人エディの紹介によって歯科医の受付の仕事を始める。
やがてジャスミンは歯科医であるフリッカー医師に思いを寄せられるが、勤務中に強引に迫られ、強く拒否すると共にその仕事をやめる。
傷心中のジャスミンは通っているパソコン教室の同級生にパーティに誘われ、外交官であるドワイトと出会い、「ジャスミンは夜に花咲く」などと語りかけ、気を引くために現在と過去を偽り、夫は病死で子どもはいなくてインテリアデザイナーをしているなどのウソを重ねながら、交際を始める。
ジャスミンの付き添いでパーティに参加したジンジャーも音響エンジニアのアルと出会い、浮気を始める。
ジャスミンとドワイトは婚約し、共に婚約指輪を買いに行くが、宝石屋の前で偶然会ったオーギーがジャスミンの過去を暴露してしまい、婚約は破談となる。
ジンジャーも浮気相手のアルが実は婚約していると知って破局、レジ係をしているスーパーまで来て愛を語ったチリとよりを戻す。
ジャスミンはオーギーから得た情報から、かつての養子でハーバード大学で1番というのが自慢だったダニーが勤めている古楽器店に会いに行くが「父親の詐欺も許せないが、詐欺を黙認しつつ最後には父親を売り、罪を逃れたあなたはもっと許せない」と絶縁を告げられる。ジャスミンは夫の多くの浮気を聞いて問いつめると、今のフランス人留学生との関係は本物だといわれ、逆上してFBIに通報して、そのまま逮捕になった経緯があった。
ジンジャーの家に戻ったジャスミンは「ドワイトと結婚し、セレブとしての生活に戻るので家を出る」と言い放ち、アテのないまま身一つで飛び出し、映画は幕を閉じる。

## キャスト
※括弧内は日本語吹替
- ジャネット・“ジャスミン”・フランシス - ケイト・ブランシェット（塩田朋子）
- ハル・フランシス - アレック・ボールドウィン（土師孝也）： ジャスミンの亡夫。実は詐欺師。不正行為で刑務所行きとなった[10]。
- アル - ルイ・C・K（中根徹）： ジンジャーの浮気相手。
- チリ - ボビー・カナヴェイル（平田広明）： ジンジャーの婚約者。
- オーギー - アンドリュー・ダイス・クレイ（浦山迅）： ジンジャーの前夫。
- ジンジャー - サリー・ホーキンス（平野文）： ジャスミンの妹。
- ドワイト・ウェストレイク - ピーター・サースガード（郷田ほづみ）： ジャスミンの婚約者。
- フリッカー医師 - マイケル・スタールバーグ： 歯科医。
- ジェーン - タミー・ブランチャード（英語版）： ジャスミンの友人。
- エディ - マックス・カセラ： チリの友人。
- ダニー・フランシス - オールデン・エアエンライク： ジャスミンの義理の息子。

## 製作
2012年3月末、ケイト・ブランシェットが主役として目を付けられていることが報じられた。2012年6月に彼女の参加がほかのキャストと共に発表された。
撮影は2012年内にニューヨークとサンフランシスコで行われた。レッティ・アロンソン、スティーヴン・テネンバウム、エドワード・ウォルソンはプロデューサーを務めた。

## 公開
アメリカ合衆国ではソニー・ピクチャーズ クラシックスが配給した。同レーベルとアレンのコラボレーションは6度目であった。
アメリカ合衆国では2013年7月26日にロサンゼルスとニューヨークの6館で限定公開された。2013年8月23日に拡大された 。
アレンは作中で登場人物が喫煙するシーンに反タバコ広告を入れなければならないというインド政府の方針を拒否したため、同国での公開を取りやめた。

## 評価

### 興行収入
ロサンゼルスとニューヨークの6館で限定公開が始まり、最初の3日間で61万2767ドルを売り上げた。
日本では全国54スクリーンで公開され、初週の土日2日間で動員2万973人、興収2,760万9,800円を記録し全国映画動員ランキング初登場10位（興行通信社調べ）。

### 批評家の反応
Rotten Tomatoesでは178件のレビューで支持率は91%、平均点は8.1/10となっている。Metacriticでは47件のレビューで加重平均値は78/100となっている。
批評家からはプロットやキャラクターが類似し、また出演者も共通することからテネシー・ウィリアムズの舞台『欲望という名の電車』と比較された（ボールドウィンは1992年の舞台と1995年のテレビ映画でスタンリー・コワルスキー役、ブランシェットは 2008年のオーストラリアでの舞台でブランチ・デュボア役を務めていた。

## 受賞・ノミネート
| 受賞・ノミネート                   | 受賞・ノミネート                 | 受賞・ノミネート                                 | 受賞・ノミネート | 受賞・ノミネート |
| 賞/映画祭                          | カテゴリー                       | 受賞者                                           | 結果             |                  |
| ---------------------------------- | -------------------------------- | ------------------------------------------------ | ---------------- | ---------------- |
| アカデミー賞                       | 主演女優賞                       | ケイト・ブランシェット                           | 受賞             |                  |
| アカデミー賞                       | 助演女優賞                       | サリー・ホーキンス                               | ノミネート       |                  |
| アカデミー賞                       | 脚本賞                           | ウディ・アレン                                   | ノミネート       |                  |
| 全米製作者組合賞                   | 作品賞                           | レッティ・アロンソン、スティーヴン・テネンバウム | ノミネート       |                  |
| 全米映画俳優組合賞                 | 主演女優賞                       | ケイト・ブランシェット                           | 受賞             |                  |
| ゴールデングローブ賞               | 主演女優賞 (ドラマ部門)          | ケイト・ブランシェット                           | 受賞             |                  |
| ゴールデングローブ賞               | 助演女優賞                       | サリー・ホーキンス                               | ノミネート       |                  |
| 全米映画批評家協会賞               | 主演女優賞                       | ケイト・ブランシェット                           | 受賞             |                  |
| 全米映画批評家協会賞               | 助演女優賞                       | サリー・ホーキンス                               | 3位              |                  |
| ボストン・オンライン映画批評家協会 | 主演女優賞                       | ケイト・ブランシェット                           | 受賞             |                  |
| ボストン映画批評家協会賞           | 主演女優賞                       | ケイト・ブランシェット                           | 受賞             |                  |
| 英国アカデミー賞                   | 脚本賞                           | ウディ・アレン                                   | ノミネート       |                  |
| 英国アカデミー賞                   | 主演女優賞                       | ケイト・ブランシェット                           | 受賞             |                  |
| 英国アカデミー賞                   | 助演女優賞                       | サリー・ホーキンス                               | ノミネート       |                  |
| 英国インディペンデント映画賞       | 外国語映画賞                     |                                                  | ノミネート       |                  |
| デトロイト映画批評家協会賞         | アンサンブル・キャスト賞         |                                                  | ノミネート       |                  |
| ゴッサム・インディペンデント映画賞 | 主演女優賞                       | ケイト・ブランシェット                           | 受賞             |                  |
| インディペンデント・スピリット賞   | 主演女優賞                       | ケイト・ブランシェット                           | 受賞             |                  |
| インディペンデント・スピリット賞   | 助演女優賞                       | サリー・ホーキンス                               | ノミネート       |                  |
| インディペンデント・スピリット賞   | 脚本賞                           | ウディ・アレン                                   | ノミネート       |                  |
| サウスイースタン映画批評家協会賞   | 主演女優賞                       | ケイト・ブランシェット                           | 受賞             |                  |
| ロサンゼルス映画批評家協会賞       | 主演女優賞                       | ケイト・ブランシェット                           | 受賞             |                  |
| ニューヨーク映画批評家協会賞       | 主演女優賞                       | ケイト・ブランシェット                           | 受賞             |                  |
| ニューヨーク映画批評家オンライン賞 | 主演女優賞                       | ケイト・ブランシェット                           | 受賞             |                  |
| オンライン映画批評家協会賞         | 主演女優賞                       | ケイト・ブランシェット                           | 受賞             |                  |
| オンライン映画批評家協会賞         | 助演女優賞                       | サリー・ホーキンス                               | ノミネート       |                  |
| オンライン映画批評家協会賞         | 脚本賞                           | ウディ・アレン                                   | ノミネート       |                  |
| オーストラリア映画協会賞           | 国際主演女優賞                   | ケイト・ブランシェット                           | 受賞             |                  |
| サンタバーバラ国際映画祭           | 女優賞                           | ケイト・ブランシェット                           | 受賞             |                  |
| シカゴ映画批評家協会賞             | 女優賞                           | ケイト・ブランシェット                           | 受賞             |                  |
| クリティクス・チョイス・アワード   | 女優賞                           | ケイト・ブランシェット                           | 受賞             |                  |
| フェニックス映画批評家協会賞       | 女優賞                           | ケイト・ブランシェット                           | 受賞             |                  |
| サンフランシスコ映画批評家協会賞   | 主演女優賞                       | ケイト・ブランシェット                           | 受賞             |                  |
| セントルイス映画批評家協会賞       | 主演女優賞                       | ケイト・ブランシェット                           | 受賞             |                  |
| ワシントンD.C. 映画批評家協会賞    | 主演女優賞                       | ケイト・ブランシェット                           | 受賞             |                  |
| ワシントンD.C. 映画批評家協会賞    | 脚本賞                           | ウディ・アレン                                   | ノミネート       |                  |
| トロント映画批評家協会賞           | 主演女優賞                       | ケイト・ブランシェット                           | 受賞             |                  |
| ユタ映画批評家協会賞               | 主演女優賞                       | ケイト・ブランシェット                           | ノミネート       |                  |
| ダブリン映画批評家協会賞           | 女優賞                           | ケイト・ブランシェット                           | 受賞             |                  |
| バンクーバー映画批評家協会賞       | 主演女優賞                       | ケイト・ブランシェット                           | 受賞             |                  |
| サテライト賞                       | 作品賞                           |                                                  | ノミネート       |                  |
| サテライト賞                       | 監督賞                           | ウディ・アレン                                   | ノミネート       |                  |
| サテライト賞                       | 主演女優賞                       | ケイト・ブランシェット                           | 受賞             |                  |
| サテライト賞                       | 助演女優賞                       | サリー・ホーキンス                               | ノミネート       |                  |
| サテライト賞                       | 脚本賞                           | ウディ・アレン                                   | ノミネート       |                  |
| 第10回おおさかシネマフェスティバル | 主演女優賞                       | ケイト・ブランシェット                           | 受賞             |                  |
| 第10回おおさかシネマフェスティバル | 2014年度 ベストテン （海外映画） |                                                  | 第8位            |                  |